# Steyr Sportwaffen GmbH
Steyr Sportwaffen GmbH — австрійський виробник пневматичної зброї (гвинтівки і пістолети) для стрілецьких змагань Міжнародної федерації спортивної стрільби, наприклад стрільба з пістолетів на 10 метрів та стрільба з гвинтівки на 10 метрів на Олімпійських іграх.
Компанія була створена як відгалуження компанії Steyr Mannlicher в 2001.
Найбільш відомим їхнім пістолетом є пневматичний Steyr LP10. Пістолет використовували для отримання золота та срібла у чоловічих та жіночих стрільбах на 10 метрів під час Олімпійських ігор 2004 в Афінах, Греція.
На літніх Олімпійських іграх 2008 в Пекині всі медалі — золоті, срібні, бронзові у жіночих змаганнях, а також золоті та срібні у чоловічих отримали стрільці з пістолетами Steyr.

## Продукція

### Пневматичні пістолети
- Steyr LP 1
- Steyr LP 2
- Steyr LP 5
- Steyr LP 10
- Steyr LP 10 ESteyr Product Page[недоступне посилання з 01.06.2018]
- Steyr LP 50
- Steyr LP 50 ESteyr Product Page[недоступне посилання з 01.06.2018]
- Steyr LP S
- Steyr Evo 10
- Steyr Evo 10 E

### Пневматичні рушниці
- Steyr LGB 1
- Steyr LG 110
- Steyr High Power hunting
- Steyr High Power